# Cachoeiro Futebol Clube
Pour les articles homonymes, voir Cachoeiro.
Maillots
Dernière mise à jour : 1er février 2012.
Le Cachoeiro Futebol Clube est un club brésilien de football basé à Cachoeiro de Itapemirim dans l'État d'Espírito Santo.

## Palmarès
- Championnat de l'Espírito Santo de football
  - Champion : 1948